# Lehtosaari (ö i Norra Karelen, Joensuu, lat 62,55, long 29,10)
Lehtosaari är en ö i Finland. Den ligger i sjön Korpijärvi och i kommunen Libelits i den ekonomiska regionen  Joensuu ekonomiska region  och landskapet Norra Karelen, i den sydöstra delen av landet, 300 km nordost om huvudstaden Helsingfors. Öns area är 0,6 hektar och dess största längd är 120 meter i sydöst-nordvästlig riktning.